# 叶锦标
阿尔伯特·亚普特拉（1951年10月8日—），本名叶锦标，印度尼西亚华裔政治家，民主党党员，也是代表西加里曼丹省的2004年至2009年和2009年至2014年人民代表会议议员。曾担任印度尼西亚中华总商会资深常务顾问、印度尼西亚国会对华合作小组协调主席、暨南大学客座教授、印度尼西亚广东同乡联合会荣誉主席、印尼客屬聯誼總會榮譽主席等职务。